# Ностиц-Ринек, Фридрих Мориц фон
Граф  Фридрих Мориц фон Ностиц-Ринек (нем. Friedrich Moritz von Nostitz-Rieneck; 4 октября 1728 — 19 ноября 1796, Вена) — австрийский фельдмаршал (1796) и президент Гофкригсрата.

## Биография
Выходец из ветви фон Ностиц-Ринек графской семьи фон Ностиц, сын графа Франца Венцеля фон Ностиц-Ринека (1697—1765) и его супруги, графини Катарины Элизабеты фон Шёнборн (1692—1777).
До 1759 года служил офицером в кирасирском полку графа Лукези, после чего получил звание полковника и стал адъютантом фельдмаршала фон Дауна. В 1766 году был повышен до генерал-майора, а в 1767 году стал шефом кирасирского полка. В 1773 году был повышен до фельдмаршал-лейтенанта (генерал-лейтенанта) и в этом качестве принимал участие в Войне за баварское наследство. В 1785 году Фридрих фон Ностиц-Ринек был произведён в генералы от кавалерии и возглавил два элитных лейб-гвардейских подразделения: Драбантскую гвардию и Хофбургскую гвардию. С 1790 года являлся кавалером ордена Золотого руна.
С 1792 года Ностиц-Ринек возглавлял комиссию, созданную императором Леопольдом II годом ранее, изучавшую возможность реформ и преобразований в австрийской армии. В 1796 году был произведён в фельдмаршалы и назначен председателем Гофкригсрата, но уже в конце того же года скончался в Вене. Его поместья унаследовал племянник — Иоганн Непомук фон Ностиц-Ринек (1768—1840), на тот момент — кавалерийский полковник, в дальнейшем — прославленный австрийский военачальник, фельдмаршал-лейтенант (генерал-лейтенант; 1809).